# Blimey! Games
Blimey! Games est un studio de développement de jeux vidéo basé à Londres, en Angleterre. L'entreprise est fondée en mai 2005 par les membres de l'équipe de développement du jeu GTR: FIA GT Racing Game. Le PDG de l'entreprise, Ian Bell, est l'ancien directeur général et fondateur du SimBin Development Team.
Le 3 février 2006, Blimey! Games est acquis par l'éditeur 10tacle Studios. Ce dernier fait faillite en août 2008 et la société est rachetée par Slightly Mad Studios le 12 janvier 2009.

## Jeux développés
| Titre                                   | Date de sortie | Plates-formes | Éditeur         |
| --------------------------------------- | -------------- | ------------- | --------------- |
| GTR 2: FIA GT Racing Game (avec SimBin) | 2006           | Windows       | 10tacle Studios |
| BMW M3 Challenge                        | 2007           | Windows       | 10tacle Studios |